# Wahlenbergia dichotoma
Wahlenbergia dichotoma är en klockväxtart som beskrevs av A.Dc. Wahlenbergia dichotoma ingår i släktet Wahlenbergia och familjen klockväxter. Inga underarter finns listade i Catalogue of Life.